# Jean-Marie Barthe
Pour les articles homonymes, voir Barthe.
Jean-Marie Barthe, né le 8 avril 1849 à Lézignan près de Lourdes (France) et décédé le 11 novembre 1934 à Shembaganur, près de Kodaikanal  (Inde), est un missionnaire jésuite français dans l'Inde du Sud qui est, de 1890 à 1913, évêque de Trichinopoly.

## Biographie

### Formation
Entré dans la Compagnie de Jésus le 21 août 1869 il parcourt le curriculum ordinaire de la formation jésuite : noviciat à Pau (1869-1871), études de philosophie à Vals (1873-1875) suivies de travail d'éducation dans un collège. Les études de théologie à Vals (1879-1880) sont poursuivies en exil à Uclès, en Espagne (1880-1882). Il y est ordonné prêtre le 31 mars 1881. Son troisième an se fait sous la direction de Paul Ginhac (1884-1885).
Parti comme missionnaire dans la mission du Maduré, en Inde du Sud (1885) il enseigne quelque temps au collège de Trichinopoly. Bientôt il est appelé à succéder à Alexis Canoz comme évêque du diocèse de Trichinopoly. Il reçoit la consécration épiscopale le 15 juin 1890, à Ootacamund.

### Évêque de Trichinopoly
Durant les vingt-trois ans d'épiscopat, Mgr Barthe œuvre avec un certain succès, même si avec grande difficulté à maintenir l'entente entre les factions de son clergé, l'une favorable à la Propaganda Fide et l'autre au Padroado. Il multiplie le nombre de postes missionnaires, ouvre un petit séminaire et surtout le scolasticat jésuite de Shembaganur (1895) qui sera pendant près d'un siècle noviciat, juvénat et philosophat des jésuites de toute l'Inde.
Il ouvre une école normale, des écoles pour filles et une imprimerie. Répondant à son invitation plusieurs ordres et congrégations religieuses s'installent dans son diocèse.
À la fin du XIXe siècle un mouvement de conversions au christianisme s'ébauche parmi quelques brahmanes. En particulier le célèbre V. Mahadeva Aiyer reçoit le baptême en 1894. 
Pour des raisons de santé, Mgr Barthe renonce à sa charge épiscopale en 1913. Il se retire au scolasticat jésuite de Shembaganur, où il rend encore de nombreux services pastoraux et spirituels. Il y meurt le 11 novembre 1934.